# 朱莉娅·斯米特

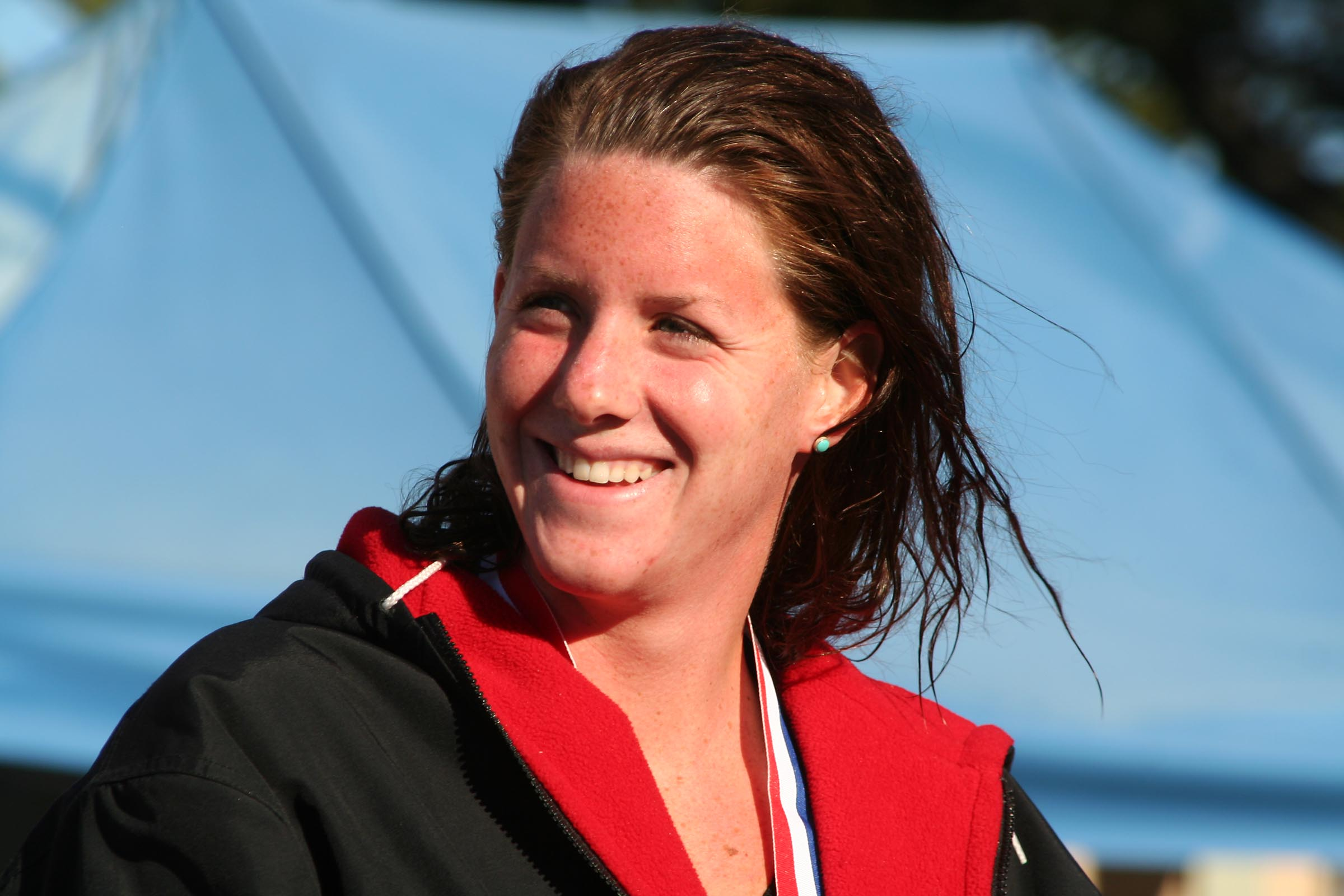
朱莉娅·斯米特

朱莉娅·斯米特（Julia Smit，1987年12月14日—）生于加州聖羅莎，是一名美国女子游泳运动员。曾代表国家参加2008年北京奥运，获得了4×100米自由泳接力银牌和4×200米自由泳接力铜牌。